# Hydrangea zhewanensis
Hydrangea zhewanensis là một loài thực vật có hoa trong họ Tú cầu. Loài này được P.S. Hsu & X.P. Zhang mô tả khoa học đầu tiên năm 1987.